# Võ gậy tại Đại hội Thể thao Đông Nam Á 2023
Võ gậy là một trong những môn thể thao được tranh tài tại Đại hội Thể thao Đông Nam Á 2023 ở Campuchia. Môn Võ gậy tại SEA Games 32 diễn ra từ ngày 13 tới ngày 15 tháng 5 năm 2023 tại Khu F Trung tâm Hội nghị Chroy Changvar.
Võ gậy tại Sea Games 32 bao gồm mười hai nội dung bao gồm bốn nội dung trong Anyo Forms, bốn nội dung trong Padding Stick – Full

## Chương trình thi đấu
| Ngày       | Giờ           | Sự kiện      |
| ---------- | ------------- | ------------ |
| 13 tháng 5 | 14:00 - 20:00 | Livestick    |
| 14 tháng 5 | 14:00 - 20:00 | Padded Point |
| 15 tháng 5 | 14:00 - 20:00 | Anyo/Forms   |

## Các quốc gia tham dự
- Campuchia (chủ nhà)
- Myanmar
- Philippines
- Việt Nam

## Bảng huy chương
| Hạng               | Đoàn               | Vàng | Bạc | Đồng | Tổng số |
| ------------------ | ------------------ | ---- | --- | ---- | ------- |
| 1                  | Philippines        | 6    | 2   | 4    | 12      |
| 2                  | Campuchia          | 2    | 6   | 4    | 12      |
| 3                  | Việt Nam           | 2    | 2   | 8    | 12      |
| 3                  | Myanmar            | 2    | 2   | 8    | 12      |
| Tổng số (4 đơn vị) | Tổng số (4 đơn vị) | 12   | 12  | 24   | 48      |

## Danh sách huy chương

### Nam

#### Livestick
| Event        | Vàng                          | Bạc                         | Đồng                            |
| ------------ | ----------------------------- | --------------------------- | ------------------------------- |
| Bantamweight | Dexler Bolambao · Philippines | Ty Prakponlue · Campuchia   | Paing Win Thet · Myanmar        |
| Bantamweight | Dexler Bolambao · Philippines | Ty Prakponlue · Campuchia   | Phạm Văn Phương · Việt Nam      |
| Lightweight  | Thuon Narak · Campuchia       | Trương Văn Cường · Việt Nam | Niño Mark Talledo · Philippines |
| Lightweight  | Thuon Narak · Campuchia       | Trương Văn Cường · Việt Nam | Lu Min Oo · Myanmar             |

#### Padded stick
| Event        | Vàng                      | Bạc                      | Đồng                        |
| ------------ | ------------------------- | ------------------------ | --------------------------- |
| Bantamweight | Si Thu Maung · Myanmar    | Văn Công Quốc · Việt Nam | Sok Bunyung · Campuchia     |
| Bantamweight | Si Thu Maung · Myanmar    | Văn Công Quốc · Việt Nam | Ezekyl Habig · Philippines  |
| Lightweight  | Bùi Đình Quyết · Việt Nam | Yong Mengly · Campuchia  | Noah Gonzales · Philippines |
| Lightweight  | Bùi Đình Quyết · Việt Nam | Yong Mengly · Campuchia  | Wine That Aung · Myanmar    |

#### Anyo
| Event                                  | Vàng                                                 | Bạc                                                          | Đồng                                                          |
| -------------------------------------- | ---------------------------------------------------- | ------------------------------------------------------------ | ------------------------------------------------------------- |
| Individual non-traditional open weapon | Crisamuel Delfin · Philippines                       | Run Salith · Campuchia                                       | Htet Wai Hlaing · Myanmar                                     |
| Individual non-traditional open weapon | Crisamuel Delfin · Philippines                       | Run Salith · Campuchia                                       | Đinh Phúc An · Việt Nam                                       |
| Team non-traditional open weapon       | Myanmar · Aung Zhaw Thet · Myo Htun Ant · Ye Zaw Moe | Campuchia · Moeun Bunly · Prum Penhpisal · Von Soksreypiseth | Philippines · Jeric Arce · Mack Pineda · Mark Puzon           |
| Team non-traditional open weapon       | Myanmar · Aung Zhaw Thet · Myo Htun Ant · Ye Zaw Moe | Campuchia · Moeun Bunly · Prum Penhpisal · Von Soksreypiseth | Việt Nam · Đặng Thành Công · Vũ Cuồng Tiên · Hoàng Tiến Thành |

### Nữ

#### Livestick
| Event        | Vàng                         | Bạc                                 | Đồng                           |
| ------------ | ---------------------------- | ----------------------------------- | ------------------------------ |
| Bantamweight | Maria Alcoseba · Philippines | Moe Moe Aye · Myanmar               | Pok Phalla · Campuchia         |
| Bantamweight | Maria Alcoseba · Philippines | Moe Moe Aye · Myanmar               | Nguyễn Thị Yến Linh · Việt Nam |
| Lightweight  | Vũ Thị Thanh Bình · Việt Nam | Jude Oliver Rodriguez · Philippines | Chhoun Vichika · Campuchia     |
| Lightweight  | Vũ Thị Thanh Bình · Việt Nam | Jude Oliver Rodriguez · Philippines | Thandar Khaing · Myanmar       |

#### Padded stick
| Event        | Vàng                              | Bạc                         | Đồng                            |
| ------------ | --------------------------------- | --------------------------- | ------------------------------- |
| Bantamweight | Charlotte Tolentino · Philippines | Moe Moe Aye · Myanmar       | Peou Moonrila · Campuchia       |
| Bantamweight | Charlotte Tolentino · Philippines | Moe Moe Aye · Myanmar       | Nguyễn Thị Trang Chi · Việt Nam |
| Lightweight  | Jedah Mae Soriano · Philippines   | Suon Heang Sela · Campuchia | Thandar Khaing · Myanmar        |
| Lightweight  | Jedah Mae Soriano · Philippines   | Suon Heang Sela · Campuchia | Đào Thị Hồng Nhung · Việt Nam   |

#### Anyo
| Event                                  | Vàng                                                | Bạc                                                                | Đồng                                                                |
| -------------------------------------- | --------------------------------------------------- | ------------------------------------------------------------------ | ------------------------------------------------------------------- |
| Individual non-traditional open weapon | Trixie Lofranco · Philippines                       | Lath Sophandaroth · Campuchia                                      | Khin Khin Khant · Myanmar                                           |
| Individual non-traditional open weapon | Trixie Lofranco · Philippines                       | Lath Sophandaroth · Campuchia                                      | Nguyễn Thị Thảo · Việt Nam                                          |
| Team non-traditional open weapon       | Campuchia · Hoem Lyhouy · La Bunmary · Treng Phalin | Philippines · Jeanette Agapito · Ma. Crystal Sapio · Mary Aldeguer | Myanmar · Hlaing Phoo Wai · Kay Khaing Kyaw · Khine Kyawt Kyawt Wai |
| Team non-traditional open weapon       | Campuchia · Hoem Lyhouy · La Bunmary · Treng Phalin | Philippines · Jeanette Agapito · Ma. Crystal Sapio · Mary Aldeguer | Việt Nam · Lương Thị Dung · Đặng Thị Hiền · Hà Thị Phương           |